# Gerrit Viljoen
Gerrit Van Niekerk Viljoen (Ciudad del Cabo, 11 de septiembre de 1926-Stilbaai, Cabo Occidental, 29 de marzo de 2009) fue un ministro del gobierno de Sudáfrica y miembro del Partido Nacional.
Fue presidente del Afrikaner Broederbond (1974-1980), administrador general de África del Suroeste (1979-1980), ministro de Educación (1980-1989) y ministro de Desarrollo Constitucional (1989-1992).

## Primeros años
Fue hijo de Helena y Hendrik Geldenhuys Viljoen, el editor de la revista Huisgenoot.
Asistió a la Afrikaanse Hoër Seunskool (Liceo Afrikáner para hombres, también conocido como Affies), una popular y renombrada escuela pública ubicada en Pretoria. Continuó sus estudios en la Universidad de Pretoria. Allí fue elegido al Consejo Representativo Estudiantil y en 1948 fue fundador de la Unión Estudiantil Afrikáner. 
Estudió filosofía y literatura clásica en la Universidad de Cambridge, después en la Universidad de Leiden. Cuando regresó a Sudáfrica, trabajó en la Universidad de Pretoria y en 1967 fue nombrado vicerrector de la Universidad Afrikáner Rand.

## Carrera política
En 1974, sucedió a Andries Treurnicht como presidente del Afrikaner Broederbond, una organización influyente de afrikáneres, de la cual casi todos los ministros del gobierno sudafricano de la época eran miembros. 
En 1979,  fue nombrado administrador general de África del Suroeste, y en 1980 se unió al gobierno de P. W. Botha como Ministro de Educación.
En 1989, pasó a ser ministro de Desarrollo Constitucional en el gobierno de Frederick de Klerk. Como ideologo principal y vocero del Partido Nacional,  investigó varios modelos constitucionales para una "nueva Sudáfrica", y participó en las primeras negociaciones oficiales con el Congreso Nacional Africano en mayo de 1990 después de la liberación de los prisioneros políticos que incluía a Nelson Mandela.  Durante las negociaciones de CODESA defendió la idea de "derechos grupales", diferenciándolos de los "derechos individuales", y los vio como una manera de afianzar los derechos de grupos sudafricanos, incluyendo la minoría blanca. Se retiró del gobierno y la política en 1992 por razones de salud. 
Gerrit Viljoen fue padre de siete hijos.